# Берегівський ліцей імені Лайоша Кошута
Берегівський ліцей імені Лайоша Кошута (колишня Берегівська загальноосвітня школа № 4 імені  Лайоша Кошута з угорською мовою навчання) – навчальний заклад у місті Берегове з найбільшою історією, який має понад 120-річне минуле. Протягом століть ця імпозантна будівля служила освіті та народному вихованню. Наразі в ліцеї навчається 550 учнів у 21 класах. Педколектив нараховує 44 педагогів.

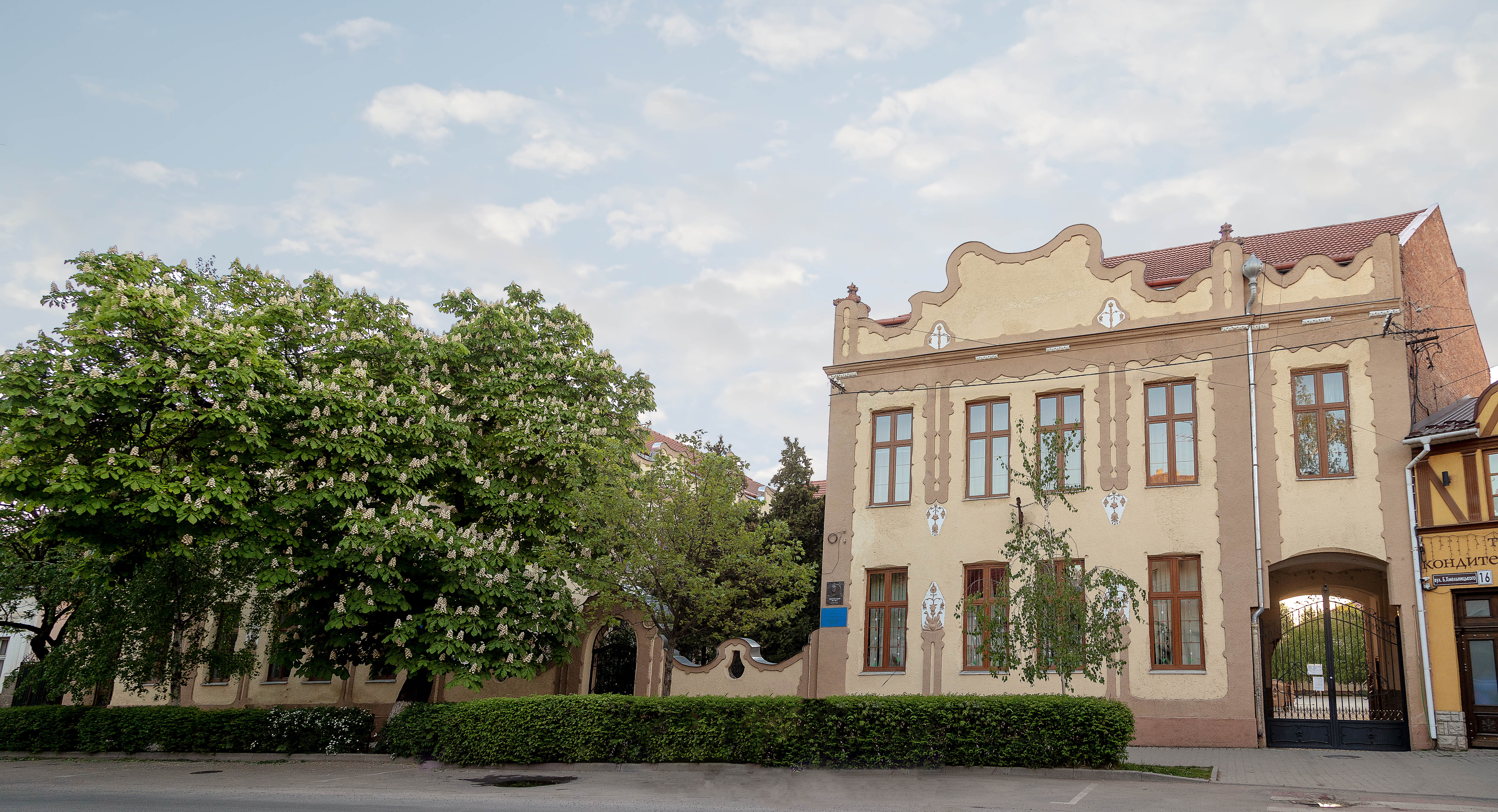
Праве крило будівлі Берегівського ліцею Кошута Лайоша

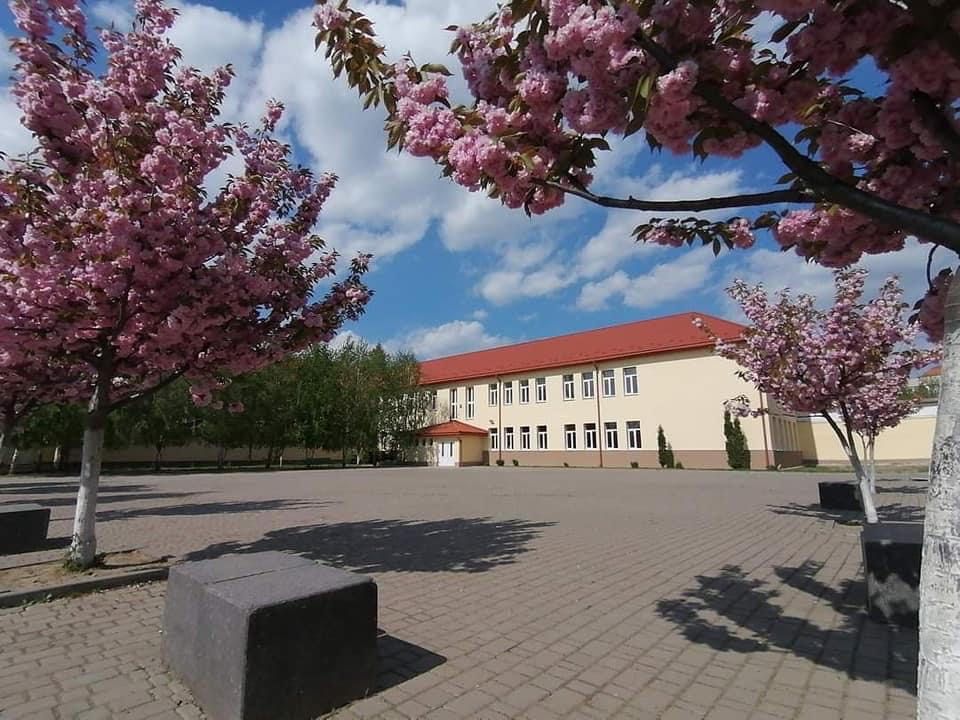
Подвір'я ліцею та будівля початкових класів

## Історія
У 1900 році Берегове було центром Берегівського жупанату Австро-Угорської монархії. У початковій школі для хлопчиків і дівчаток навчалося 960 дітей. Однак будівля на площі Кальвіна, поруч з реформатською церквою, виявилася замалою, тому виникла потреба в новому та більшому приміщенні.
На вулиці Бочкаї (тепер Б. Хмельницького) за кошти королівської казни було придбано відповідну земельну ділянку з метою будівництва школи.
8 листопада 1900 року повітове адміністративне зібрання схвалило будівництво нової початкової школи, на яке було виділено 128 тисяч крон. За словами видатного краєзнавця Дьордя Чанаді, проєктування було доручено архітектору Едону Лехнеру (засновник угорського модерну, якого прозвали угорським Гауді). Будівля запроєктована в стилі необароко, фасади якої прикрашені пташками. Будівництвом керувала фірма «Інце й партнери».
9 червня 1901 року газета «Берег» повідомила про будівництво так: «…Швидко починають зводити нову будівлю для державної початкової школи в нашому місті на вулиці Бочкаї. Перший поверх вже наполовину збудовано, а незабаром розпочнеться другий».
Під час різдвяних канікул 1901—1902 навчального року всі дівочі та 3 чоловічі класи початкової школи переїхали зі старої будівлі до нового ошатного палацу, який газетярі називали Палацом муз. Окрім 12 просторих кімнат, у будівлі також розмістилися зал засідань, бібліотека, учительська та стильний кабінет директора.
Зовнішній вигляд школи був високо оцінений усіма. Наприклад, журналіст газети «Берег» у 1904 році писав: «…Кожне найменше дверне обрамлення, а особливо орнаменти, повинні бути зроблені прямо і безпосередньо для тієї будівлі, для якої вони застосовуються. Тоді остання замкова щілина буде гармоніювати з іншими частинами і з цілою будівлею. Саме так відбувається з будівлею початкової школи на вулиці Бочкаї, і саме тому весь її екстер'єр та інтер'єр демонструють почуття краси та елегантності».
Урочисте відкриття школи відбулося 5 жовтня 1902 року в присутності представника Міністерства народної освіти та керівництва повіту. Після цього будівля на вулиці Бочкаї використовувалася як державна початкова школа № 1 для хлопчиків і дівчаток. Першим директором був Ференц Шерлі. У старих шкільних книгах записані імена наступних вчителів: Юзеф Андялоші, Борбала Баллаш, Марія Дебрецені, Юдіт Горті, Ілона Ліпчей, Лайош Надь, Етелка Ронай.
У 1902—1903 навчальному році плата за навчання становила 4 крони, але бідні студенти були звільнені від оплати. Діти походили з різних соціальних прошарків. В одному класі навчалися діти вчителів гімназії, повітового прокурора, торгашів, а також ремісників і поденників.
У початковій школі було від 55 до 60 учнів у класі. Однак після 4-го класу найбільш талановиті та працьовиті діти продовжували навчання в гімназії або цивільній жіночій школі. Тому 5-6-класники, які залишалися в початковій школі, навчалися в об'єднаному класі під керівництвом одного вчителя.
У 1-4 класах викладали такі предмети: релігія і мораль, читання угорською мовою, граматика, правопис, каліграфія, арифметика, географія, співи, малювання, рукоділля, а для хлопчиків  і фізкультура. У 5-6 класах додалися такі предмети: мистецтво, геометрія, історія, природознавство, хімія, громадянські права та обов'язки.
Протягом десятиліть школа здобула чудову репутацію і привернула увагу багатьох меценатів з банківської сфери, різноманітних організацій, а також окремих персон, які жертвували гроші та книги. З ініціативи педагогів-ентузіастів учні щорічно організовували благодійні розпродажі, конкурси майстерності, екскурсії, виставки рукоділля, а виручені кошти керівництво школи використовувало на підтримку вихованців.
Імпозантна будівля школи часто приймала міські заходи, конференції, виставки та курси.
З 1945 році у радянський період школа діє як угорськомовна семирічка. Атестат про повну загальну середню освіту її випускники здобували в українськомовній або російськомовній школах.
У 1945 році було відкрито два восьмі класи, в яких навчалося 76 учнів. У 1956-57 навчальному році відбувся перший випуск, середньої школи.
Тут працювало багато чудових педагогів: Гізелла Дравої, Ласло Караді та Віктор Теребеші. Останнім двом у приміщенні школи встановлено меморіальні таблички. У 2011 році вчителька Іболя Борбей була нагороджена орденом за заслуги перед Угорською Республікою.
З 1963 року школа носить ім'я Лайоша Кошута. У липні 1991 року перед входом до школи було встановлено бронзове погруддя Лайоша Кошута, автором якого є відомий угорський скульптор, Арпад Шомоді лауреат премії Мункачі Мігая.

Наприкінці лютого 2021 року рішенням Берегівської міської ради загальноосвітній навчальний заклад був перейменований і продовжує працювати під назвою Берегівський ліцей імені Лайоша Кошута.